# Murton (Durham)
Murton is een civil parish in het bestuurlijke gebied Durham, in het Engelse graafschap Durham met 7676 inwoners.